# Амброси, Пауль
Висе́нте Па́уль Амбро́си Самбра́но (исп. Vicente Paul Ambrosi Zambrano; род. 14 октября 1980 в Кито) — эквадорский футболист, фланговый защитник, игрок сборной Эквадора (2003—2009 гг).

## Биография
Большая часть клубной карьеры Амброси связана со столичным клубом ЛДУ. В его составе он начал заниматься футболом в юношеских командах, а также начал профессиональную карьеру в 2000 году. Неоднократно становился чемпионом страны.
В розыгрыше Кубка Либертадорес 2008, когда ЛДУ впервые в своей истории выиграл самый престижный международный турнир, Амброси был одним из ключевых игроков команды.
В августе 2009 года, после завоевания с ЛДУ очередного международного трофея — Рекопы, Амброси принял решение уйти из команды. Он принял предложение знаменитого аргентинского клуба «Росарио Сентраль». Проведя в этой команде один сезон, Амброси не смог помочь «Росарио Сентраль» избежать вылета во второй дивизион, поскольку система определения команд, вылетающих в низшие дивизионы в Аргентине, учитывает результаты нескольких сезонов. В межсезонье Амброси вернулся в родной ЛДУ. В 2013 году перешёл в парагвайский «Серро Портеньо», где за полгода сыграл всего один матч.
Летом 2013 года Амброси вернулся в ЛДУ, где провёл ещё один сезон. В августе 2014 года он перешёл в «Ольмедо», где выступал до конца года.
В составе своей сборной был участником чемпионата мира 2006 года, где Эквадор дошёл до стадии 1/8 финала. Также играл на Кубке Америки 2004.

## Титулы
- Чемпион Эквадора (4): 2003, Ап. 2005, 2007, 2010
- Обладатель Кубка Либертадорес (1): 2008
- Обладатель Рекопы (2): 2009, 2010
- Финалист Южноамериканского кубка (2): 2011